# Cdc42

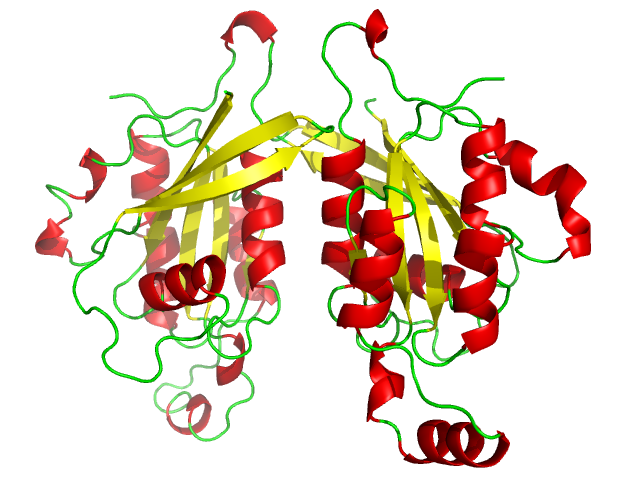
Protein Cdc42

Cdc42 (Cell division control protein 42 homolog) je malá GTPáza z Rho rodiny, původně identifikovaná mezi Cdc geny S. cerevisiae, jejichž mutace narušuje buněčný cyklus. U živočichů, jako je člověk, má aktivace či deaktivace Cdc42 fundamentální vliv na buněčnou fyziologii – ovlivňuje buněčnou polaritu, adhezi, migraci, proliferaci, reguluje aktinový cytoskelet a vezikulární transport. Vrozené knock-out mutace genu Cdc42 jsou embryonálně letální u člověka i u nižších živočichů.

## Funkce
Cdc42, podobně jako další malé monomerické G-proteiny, prochází GTP/GDP cykly aktivace a deaktivace. Výzkum využívá konstitutivně aktivních mutantů k poznání funkce Cdc42. Injekce aktivního Cdc42 do buněk navozuje vznik filopodií (tenkých výběžků cytoplazmy), což je důsledek vlivu Cdc42 na aktinový cytoskelet. Hlavním efektorem zodpovědným za vznik filopodií je zřejmě WASP, který účinkuje přes Arp2/3 komplex. Jiné role Cdc42 však s aktinovým cytoskeletem souviset nemusí. Cdc42 spouští až 20 různých efektorů. Patří mezi ně PI3K, PAK1, MLK3, fosfolipáza D1 a D2, ACK1 a IQCAP.
Zvýšená exprese Cdc42 v nádorech koreluje s horší prognózou pacienta. V určitém kontextu se však může chovat naopak jako tumor supresorový protein.